# Candidaturas para organizar la Eurocopa 2024
El proceso de candidatura de la Eurocopa 2024 finalizó el 27 de septiembre de 2018 en la sede de la UEFA en la ciudad de Nyon, Suiza, cuando se anunció que Alemania sería el anfitrión. Dos ofertas llegaron antes de la fecha límite, el 3 de marzo de 2017, que eran Alemania y Turquía como ofertas únicas.

## Requisitos de organización
Las capacidades requeridas para los diez estadios son las siguientes:
- 3 estadios con 50.000 asientos (preferiblemente uno de los cuales con al menos 60.000 asientos)
- 3 estadios con 40.000 asientos
- 4 estadios con 30.000 asientos

## Fechas
| Fecha                    | Notas                                                                                               |
| ------------------------ | --------------------------------------------------------------------------------------------------- |
| 9 de diciembre de 2016   | Solicitudes formalmente invitadas                                                                   |
| 3 de marzo de 2017       | Fecha límite para registrar intención de licitar                                                    |
| 10 de marzo de 2017      | Anuncio de licitadores                                                                              |
| 17 de marzo de 2017      | Requisitos de la oferta puestos a disposición de los oferentes                                      |
| 27 y 28 de abril de 2017 | Apertura de licitadores                                                                             |
| 27 de abril de 2018      | Presentación de expediente de oferta                                                                |
| 21 de septiembre de 2018 | Publicación del informe de evaluación de la UEFA y de los libros de candidaturas de los licitadores |
| 27 de septiembre de 2018 | Presentación de ofertas y anuncio de sede                                                           |

## Ofertas
La UEFA anunció que solo dos países, Alemania y Turquía, habían anunciado sus intenciones de albergar el torneo.
El 21 de septiembre de 2018, la UEFA publicó su informe de evaluación de la candidatura de la UEFA Euro 2024. La Asociación Alemana de Fútbol y la Federación Turca de Fútbol también publicaron sus respectivos libros de candidaturas.

### Alemania
El 23 de octubre de 2013, el comité ejecutivo de la Federación Alemana de Fútbol (DFB), bajo la presidencia de Wolfgang Niersbach, votó a favor de presentar una oferta para albergar el torneo. El 20 de enero de 2017, el comité ejecutivo de la DFB bajo la presidencia de Reinhard Grindel confirmó por unanimidad la candidatura para la UEFA Euro 2024. El 1 de marzo de 2017, la DFB presentó una declaración oficial de interés al Secretario General de la UEFA Theodore Theodoridis.
Anteriormente, la Eurocopa 1988 se había celebrado en Alemania Occidental, así como la Copa Mundial de la FIFA de 1974 y la Copa Mundial de la FIFA de 2006.
Hasta el 17 de febrero de 2017, las ciudades y los estadios interesados en albergar el torneo podían presentar una declaración de interés sin compromiso a la DFB. Para la fecha límite, 18 ciudades y estadios habían presentado los documentos necesarios, incluidos los 12 anfitriones de la Copa Mundial de la FIFA 2006. El DDV-Stadion de Dresde fue el primer estadio rechazado el 1 de marzo de 2017, ya que no cumplió con la capacidad obligatoria de 30 000 asientos. La ciudad de Friburgo de Brisgovia retiró su oferta el 25 de abril de 2017, citando que las pautas anunciadas por la DFB no darían como resultado una solicitud prometedora para el estadio. El 26 de abril de 2017, la ciudad de Karlsruhe retiró su solicitud. El Fritz-Walter-Stadion en Kaiserslautern luego retiró su oferta el 15 de mayo de 2017 debido a un "riesgo financiero irresponsable", dejando 14 ciudades restantes.
Los documentos de solicitud completos para las ciudades debían presentarse a la DFB antes del 10 de julio de 2017. Esta fecha era originalmente el 12 de junio de 2017, pero se pospuso debido a un retraso en la recepción de los documentos de la UEFA. Las 14 ciudades restantes presentaron sus solicitudes a la DFB antes de la fecha límite. El comité de postulación de la DFB evaluó los documentos presentados en las siguientes semanas. Además, a finales de julio de 2017, la DFB visitó los 14 estadios para tener en cuenta las condiciones y examinar los posibles planes de reconstrucción y ampliación. 
El criterio de selección utilizado para las sedes fue principalmente la capacidad del estadio. Para permitir la mayor cantidad de espectadores posible para el Campeonato de Europa, la DFB aumentó la capacidad neta de asientos requerida por la UEFA para tres estadios de al menos 50.000 a al menos 60.000.
Teniendo en cuenta todos estos criterios y condiciones, el comité ejecutivo de la DFB seleccionó las 10 ciudades y estadios el 15 de septiembre de 2017. Se seleccionaron los estadios de Berlín, Colonia, Dortmund, Düsseldorf, Frankfurt, Gelsenkirchen, Hamburgo, Leipzig, Múnich y Stuttgart. Quedaron fuera el Max-Morlock-Stadion en Núremberg, el HDI-Arena en Hannover, el Borussia-Park en Mönchengladbach y el Weserstadion de Bremen.
Las siguientes son las ciudades anfitrionas y los estadios seleccionados para la candidatura de Alemania: 
| Ciudad        | Estadio               | Capacidad |
| ------------- | --------------------- | --------- |
| Berlín        | Olímpico              | 74.475    |
| Dortmund      | Westfalenstadion      | 65.851    |
| Düsseldorf    | Merkur Spiel-Arena    | 51.031    |
| Fráncfort     | Waldstadion           | 48.387    |
| Gelsenkirchen | Veltins Arena         | 54.740    |
| Hamburgo      | Volksparkstadion      | 52.245    |
| Colonia       | Müngersdorfer Stadion | 49.827    |
| Leipzig       | RB Arena              | 49.539    |
| Múnich        | Allianz Arena         | 70.076    |
| Stuttgart     | Mercedes Benz Arena   | 54.697    |

Descartados en última instancia
| Ciudad          | Estadio             | Capacidad |
| --------------- | ------------------- | --------- |
| Bremen          | Weserstadion        | 42.100    |
| Hannover        | HDI-Arena           | 49.200    |
| Mönchengladbach | Borussia Park       | 54.014    |
| Núremberg       | Max-Morlock-Stadion | 50.000    |

### Turquía
En abril de 2014, la Federación Turca de Fútbol (TFF) anunció que no presentaría una candidatura para la Eurocopa 2020, sino que planearía una oferta para albergar la Eurocopa 2024. El 15 de febrero de 2017, la TFF confirmó la oferta turca. Turquía solo ha sido sede de un gran torneo de fútbol, la Copa Mundial de Fútbol Sub-20 de 2013. Sin embargo, el país intentó anteriormente organizar la Eurocopa 2008 (en una oferta conjunta con Grecia), 2012 y 2016, pero fracasó en todas las ocasiones. El 20 de octubre de 2017, la TFF anunció las sedes de la candidatura turca tras una reunión con el comité de candidaturas.
Las siguientes son las ciudades elegidas y los estadios seleccionados para la candidatura de Turquía, el 26 de abril de 2018, la TFF presentó oficialmente su libro de candidaturas a la UEFA.
| Ciudad     | Estadio                    | Capacidad                      |
| ---------- | -------------------------- | ------------------------------ |
| Ankara     | Nuevo Estadio de Ankara    | 65.307 (en construcción)       |
| Antalya    | Estadio de Antalya         | 43.616 (después de ampliación) |
| Bursa      | Timsah Arena               | 43.331                         |
| Eskişehir  | Nuevo Estadio de Eskişehir | 34.930                         |
| Gaziantep  | Estadio de Gaziantep       | 35.219                         |
| Estambul   | Estadio Olímpico Atatürk   | 92.208 (después de ampliación) |
| Estambul   | Türk Telekom Arena         | 53.611 (después de renovación) |
| İzmit      | Estadio de Kocaeli         | 33.712                         |
| Konya      | Estadio Konya Büyükşehir   | 41.981                         |
| Trebisonda | Estadio Şenol Güneş        | 43.233 (después de renovación) |

## Resultados de la votación
El Comité Ejecutivo de la UEFA votó por el anfitrión en una votación secreta, y solo se requiere una mayoría simple para determinar el anfitrión. En caso de empate, Aleksander Čeferin, presidente de la UEFA, emitiría el voto decisivo. De los 20 miembros del Comité Ejecutivo, Reinhard Grindel (Alemania) y Servet Yardımcı (Turquía) no eran elegibles para votar, y Lars-Christer Olsson (Suecia) estuvo ausente por enfermedad, dejando un total de 17 miembros con derecho a voto.
| País       | Votos |
| ---------- | ----- |
| Alemania   | 12    |
| Turquía    | 4     |
| Abstención | 1     |
| Total      | 17    |

## Decidieron no postular

### Dinamarca–Finlandia–Noruega–Suecia
El 4 de marzo de 2016, la Federación Danesa de Fútbol anunció la preparación de una candidatura conjunta con las Federaciones de los países nórdicos Suecia, Noruega y Finlandia para la Eurocopa 2024 o la Eurocopa 2028. Suecia fue sede de la Copa Mundial de Fútbol de 1958 y de la Eurocopa 1992 y Dinamarca fue uno de los 11 anfitriones de la edición 2020. Estocolmo (1912) y Helsinki (1952) fueron sede de los Juegos Olímpicos de Verano.
Sin éxito, los países nórdicos unieron fuerzas para pujar por la Eurocopa 2008, perdiendo ante Austria-Suiza. También había solo diez estadios de más de 20 000 asientos que podían albergar partidos, y estos son: Solna (sede final), Gotemburgo, Estocolmo, Malmö (Suecia), Copenhague, Brøndby, Aarhus (Dinamarca), Oslo, Trondheim (Noruega), y Helsinki (Finlandia). Sin embargo, las federaciones abandonaron los planes para participar en la Eurocopa 2024 el 28 de febrero de 2017.

### Estonia-Rusia
En diciembre de 2012 Estonia, se informó que la  Unión del Fútbol de Rusia estaba negociando la posibilidad de una oferta conjunta con Rusia. Rusia fue sede de la Copa Mundial de la FIFA 2018. Rusia, iba a presentar a   Rusia confirmó 10 estadios en 9 ciudades para el Mundial: Kazán, Moscú, Nizhni Nóvgorod, Rostov del Don, San Petersburgo, Samara, Saransk, Sochi y Volgogrado, de las cuales albergarian los 51 partidos de la Europa. Los estadios fueron el legado de la Copa Mundial. Rusia presentaba Moscú fue sede de los Juegos Olímpicos de Moscú 1980, cuando Rusia formaba parte de la Unión Soviética.  originalmente estaba programado para albergar el Campeonato de Europa Sub-17 de la UEFA de 2020 antes del brote de COVID-19 que provocó la cancelación del torneo.

### Países Bajos
El 23 de marzo de 2012, dijo Bert van Oostveen, Holanda tiene planes de albergar la Eurocopa 2024. En 2000, Holanda y Bélgica coorganizaron el torneo. Las ciudades serían Róterdam (dos estadios), Ámsterdam (dos estadios), Eindhoven, Heerenveen, Groningen, Enschede, Arnhem y Utrecht (más de 20 000 cada una con posibilidad de expandirse a 30 000 como mínimo). Ámsterdam fue sede de los Juegos Olímpicos de Verano, en 1928.